# Orquesta Panorama
La Orquesta Panorama es un conjunto musical gallego, en España. Es una de las orquestas populares más importantes de la escena española, con un promedio de 200 actuaciones anuales. Tiene su sede en Caldas de Reyes.

## Historia
La Orquesta Panorama nació el 25 de diciembre de 1988 actuando en el Rosal. Su nombre se debe a un programa de la TVG que existía por aquellas fechas. En su primera actuación, pintaron el logotipo de la orquesta en un paño que fue secando durante el transcurso del concierto.
Esta banda la fundó Ángel Martínez Pérez (Lito), que sin saber nada de música, conocía las claves del éxito en este sector. En esa época comenzó con ocho integrantes masculinos (él nunca formó parte de los componentes del grupo), con una furgoneta Mercedes 406 y con un equipo de sonido de 500 vatios.
Dos décadas más tarde, Lito Martínez era el representante de este conjunto y de 84 orquestas más de las 200 que existían en Galicia. En el año 2017 Lito es acusado formalmente de haber perpetrado fraude contra la Hacienda pública, siendo enjuiciado por la Audiencia Provincial de Pontevedra, que condenó a Martínez Pérez a 12 años de prisión y a una multa de casi 18 millones de euros por delitos fiscales. Sin embargo, en 2019, el Tribunal Supremo de España anuló la sentencia debido a graves irregularidades en la forma en que se obtuvieron las pruebas durante el registro de sus oficinas. En un posterior nuevo juicio, fue condenado a 2 años y 3 meses de prisión y a una multa de 340.000 euros por no declarar ingresos relacionados con el IVA correspondientes a los años 2011 y 2012. Lo cierto es que la intensa presión social que comenzó incluso antes del fallo judicial y se incrementó posteriormente, llevó a Ángel Martínez Pérez (Lito) a una profunda depresión. Esto le llevó a retirarse progresivamente de la actividad, enfrentándose a una manifiesta imposibilidad de continuar debido a embargos y diversas medidas fiscales en su contra, aplicadas incluso antes de que se dictara la resolución final. Carlos Somoza Hoces, empresario de Monforte de Lemos y otros tres socios que incluía a Lito Garrido, cantante de la formación, formaron Panoevens para llevar la representación de la Orquesta Panorama. El acuerdo no fructificó fundándose en el año 2019 Panobaser SL con la entrada de dos socios nacionales. 

### Evolución
En sus inicios, este grupo musical tocaba cumbias, pasodobles, rancheras, merengues y rumbas. Estaba dirigido a un público mayor y tradicional.
En la actualidad, con Lito Garrido como director, revolucionó el ambiente musical de las verbenas innovando con los éxitos musicales más actuales, introduciendo nuevos estilos y canciones del verano, así como actuaciones novedosas con performance, acróbatas, disfraces, técnicas punteras en luz y sonido… Con esto consiguió atraer a un público joven e introducirlos en la cultura de las verbenas.
Esta evolución influyó en los músicos, ya que ahora no basta que tengan buena voz, sino que tienen que ser actores y bailarines. La componente musical va acompañada de un espectáculo de luz y sonido donde se ostentan tecnologías como pantallas led, robots de luz y potencia de sonido. 
El cambio fue tal que comenzó con una sola furgoneta donde viajaban todos los músicos e instrumentos, y ahora cuenta con siete tráileres para el escenario e instrumentos y un microbús para los músicos.
El grupo tiene un público joven que lo sigue, con página web, Facebook, e Instagram, y club de fans con los que tienen una cita semanal vía chat y diversos productos de merchandising, así como varios discos grabados.
La orquesta ha participado desde 2008 en siete galas contra el cáncer en los ayuntamientos de Cambados, Órdenes, Villagarcía de Arosa y León con la colaboración de Merche, David Bisbal, Mónica Naranjo, Carlos Baute y otros
A día de hoy realizan pequeñas giras por toda España y es considerada socialmente una de las mejores orquestas de todo el país dentro del mundo del espectáculo de la verbena. Su éxito en Galicia los llevó a actuar en Valencia, Barcelona, Madrid, León o Asturias.

## Integrantes de la orquesta
- Voces masculinas: Lito Garrido, Cibrán Insua Arufe, Mario Álvarez, Diego Moreira Villanueva.
- Voces femeninas: Fátima Pego Vilas, María Jordán (María Kilate), Aroxa Ruana.

- Bailarinas femeninas: Blanca Nunes, Tania Zapata, Laura Hernández, Sara Allegue.
- Bailarines masculinos: Daniel Bolaños del Moral (D-Low), Héctor Bordón (Thor).

- Guitarristas: Ismael Segura, Ivis Reyes.
- Bajista: Jorge Ramilo Longa (Giorgio).
- Teclista: Carlos Oubiña.
- Batería: Alexandre Vázquez Roca.
- Trompetistas: Roberto Ángel Hernández, Darien Polo Salgado ("Polito").
- Saxofonista: Joseph Ludwing Ruiz Zuluaga, Edgar Campos Conde.
- Trombonistas: Kotwey Marval, Edward Machado Cabrera.[3][4]